# Eilema peluri
Eilema peluri är en fjärilsart som beskrevs av Daniel 1939. Eilema peluri ingår i släktet Eilema och familjen björnspinnare. Inga underarter finns listade i Catalogue of Life.